# Cruz nórdica

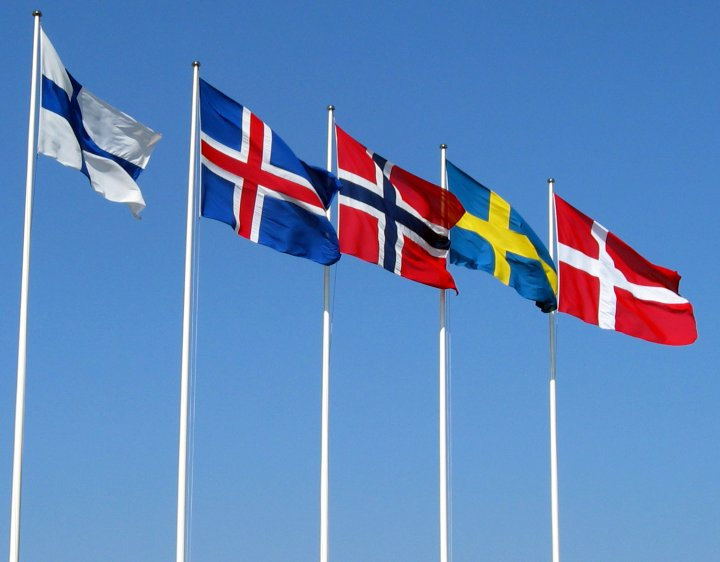
As bandeiras nórdicas da esquerda para a direita: a bandeira da Finlândia, Islândia, Noruega, Suécia e Dinamarca.

Cruz nórdica ou cruz escandinava é um padrão de bandeiras normalmente associadas aos países da Escandinávia nos quais tiveram origem. Todos os países nórdicos adotaram esse tipo de bandeiras.
A cruz simboliza o cristianismo e apresenta-se estendida de uma extremidade à outra da bandeira com a parte vertical da cruz chegada à tralha, ao contrário de outras bandeiras em que a cruz é centrada (conhecida como a cruz grega).
A primeira bandeira a surgir com esse design foi a bandeira da Dinamarca; subsequentemente, a Suécia, Noruega, Finlândia, Islândia e algumas das suas subdivisões aplicaram esse padrão às suas bandeiras. A bandeira Norueguesa foi a primeira bandeira a apresentar três cores, embora as bandeiras partilhem esse padrão, cada uma tem a sua história e simbolismo próprios.
Mesmo sendo bastante semelhantes, as proporções entre as diferentes bandeiras podem variar e por vezes até em versões distintas da mesma bandeira.

## Bandeiras nacionais

Bandeira da Dinamarca
Bandeira da Finlândia
Bandeira da Islândia
Bandeira da Noruega
Bandeira da Suécia

## Bandeiras subnacionais

Bandeira de Åland (região autónoma da Finlândia)
Bandeira das Ilhas Feroé (região autónoma da Dinamarca)

## Bandeiras com a cruz nórdica em países não nórdicos

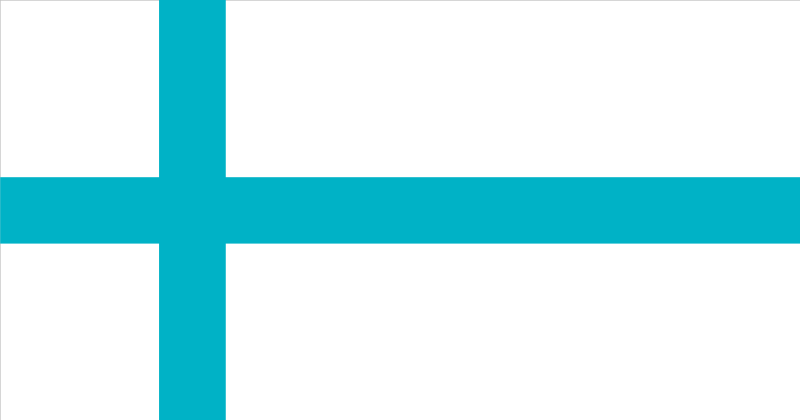
Bandeira de Andalucía, Colômbia
Bandeira de Bayamón, Porto Rico
Bandeira de Little Rock, Arkansas, Estados Unidos
Bandeira de Normandia, França (não oficial)[nota 1]
Bandeira de Calais, França
Bandeira de Mizoram, Índia
Bandeira de Stavropol, Rússia
Bandeira de Tbilisi, Geórgia
Bandeira da Cidade de São Paulo
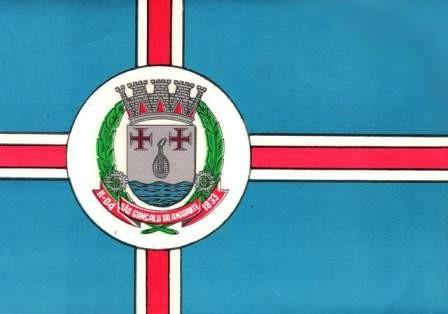
Bandeira de São Gonçalo do Amarante, Brasil

## Outras bandeiras

Bandeira da União de Kalmar (1397–1523)
Bandeira de guerra da Alemanha Imperial (1903-1919)
Bandeira de guerra da Alemanha Nazi (1938-1945)
Bandeira de guerra de Tonga
Bandeira da Igreja Ortodoxa Georgiana